# Слащёв, Михаил Дмитриевич
Михаил Дмитриевич Слащёв (род. 21 июня 1997, Санкт-Петербург) — российский футболист, защитник.

## Биография
Воспитанник СДЮСШОР «Зенит», занимался футболом с девяти лет. Трёхкратный чемпион Санкт-Петербурга и пятикратный обладатель Кубка города в своём возрасте, чемпион России среди футбольных школ 2015 года. Лучший защитник России 2012 года в своём возрасте. В сезонах 2015/16 и 2016/17 выступал за молодёжную команду «Зенита», сыграл 12 матчей в первенстве дублёров.
В 2017 году перешёл в эстонский клуб «Калев» (Силламяэ). Дебютный матч в чемпионате Эстонии сыграл 11 марта 2017 года против «Левадии». Первый гол забил в своём втором матче, 18 марта 2017 года в ворота «Нымме Калью». Всего до конца сезона принял участие в 33 матчах и забил один гол, а его команда заняла восьмое место среди 10 участников высшей лиги.
В феврале 2018 года присоединился к эстонскому клубу «Таммека» (Тарту).
Весной 2021 года стал игроком керченского «Океана». Однако, в августе покинул клуб. В январе-феврале 2022 года находился на просмотре в мурманском любительском клубе «Север». Был заявлен на Турнир уполномоченного представителя президента в Северо-Западном федеральном округе.